# Maksim Belkov
Maksim Ígorevich Belkov (en ruso, Максим Игоревич Бельков, también transliterado como Maxim Belkov) (Izhevsk, Udmurtia, 9 de enero de 1985) es un ciclista ruso que fue profesional entre 2009 y 2018.
En 2009, debutó como profesional con el equipo ISD-Neri. Tras dos campañas llegó a la máxima categoría del ciclismo de la mano de Vacansoleil-DCM, equipo que dejó en 2012 para unirse al Katusha Team.

## Palmarés
2006
- 3.º en el Campeonato de Rusia Contrarreloj
- Trofeo Ciudad de San Vendemiano

2007
- Campeonato Europeo Contrarreloj sub-23

2009
- 3.º en el Campeonato de Rusia Contrarreloj

2013
- 1 etapa del Giro de Italia[1]

2016
- 3.º en el Campeonato de Rusia Contrarreloj
- 2.º en el Campeonato de Rusia en Ruta

2017
- 2.º en el Campeonato de Rusia Contrarreloj

## Resultados en Grandes Vueltas y Campeonatos del Mundo
| Carrera         | Carrera         | 2009 | 2010 | 2011  | 2012 | 2013 | 2014 | 2015  | 2016  | 2017  | 2018  |
| --------------- | --------------- | ---- | ---- | ----- | ---- | ---- | ---- | ----- | ----- | ----- | ----- |
|                 | Giro de Italia  | —    | —    | 101.º | —    | Ab.  | 90.º | 102.º | 116.º | 125.º | 127.º |
|                 | Tour de Francia | —    | —    | —     | —    | —    | —    | —     | —     | —     | —     |
|                 | Vuelta a España | —    | —    | —     | —    | —    | —    | —     | —     | 134.º | —     |
| Mundial en Ruta | Mundial en Ruta | —    | —    | —     | —    | —    | —    | —     | Ab.   | Ab.   | —     |

—: no participa

Ab.: abandono

## Equipos
- ISD-Neri (2009-2010)
- Vacansoleil-DCM Pro Cycling Team (2011)
- Katusha (2012-2018)
  - Katusha Team (2012-2013)
  - Team Katusha (2014-2016)
  - Team Katusha-Alpecin (2017-2018)